# Barão de Cocais
Barão de Cocais là một đô thị thuộc bang Minas Gerais, Brasil. Đô thị này có diện tích 340,675 km², dân số năm 2007 là 26421 người, mật độ 74,4 người/km².